# Лазарование

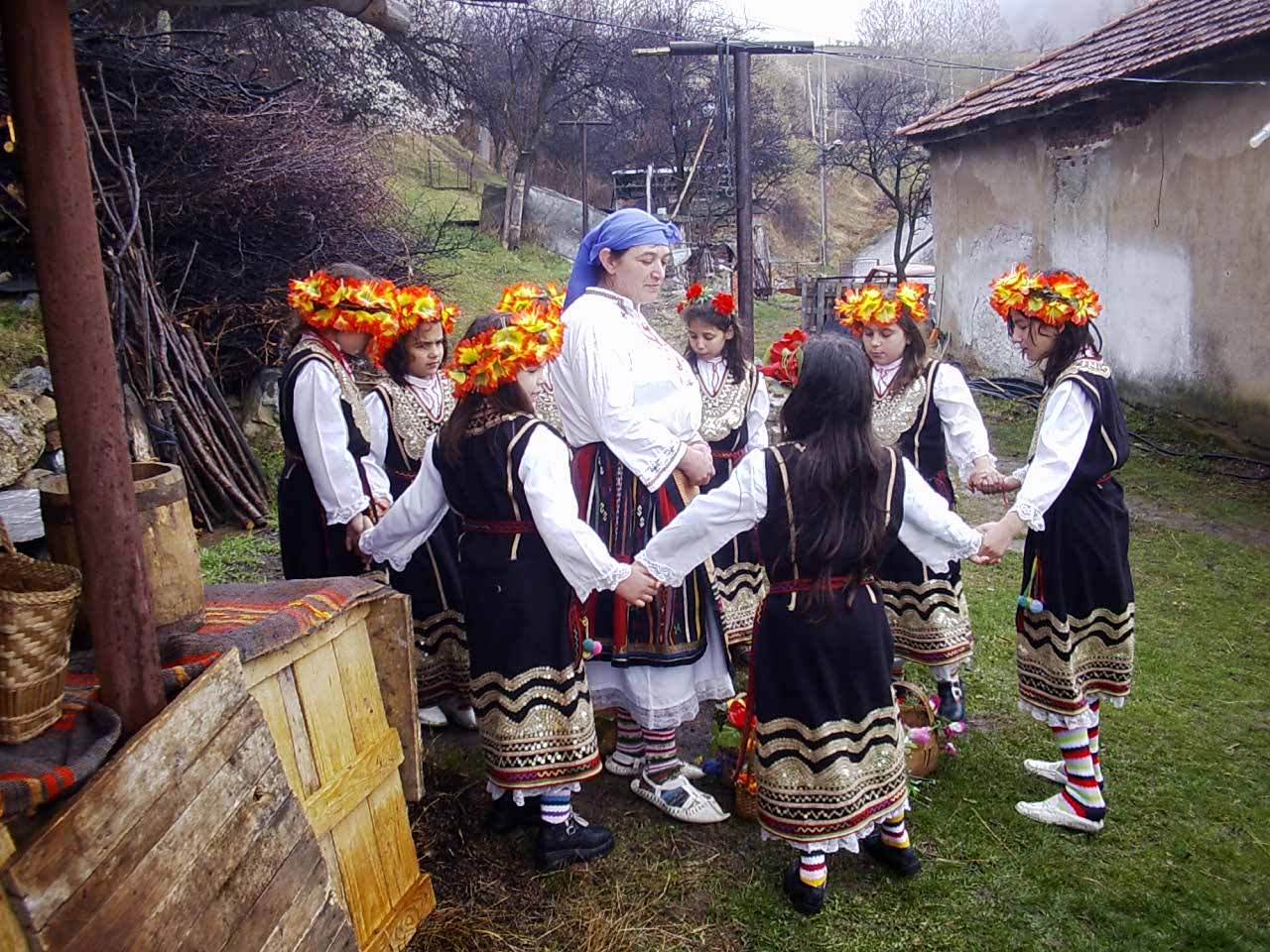
Лазарование в Болгарии

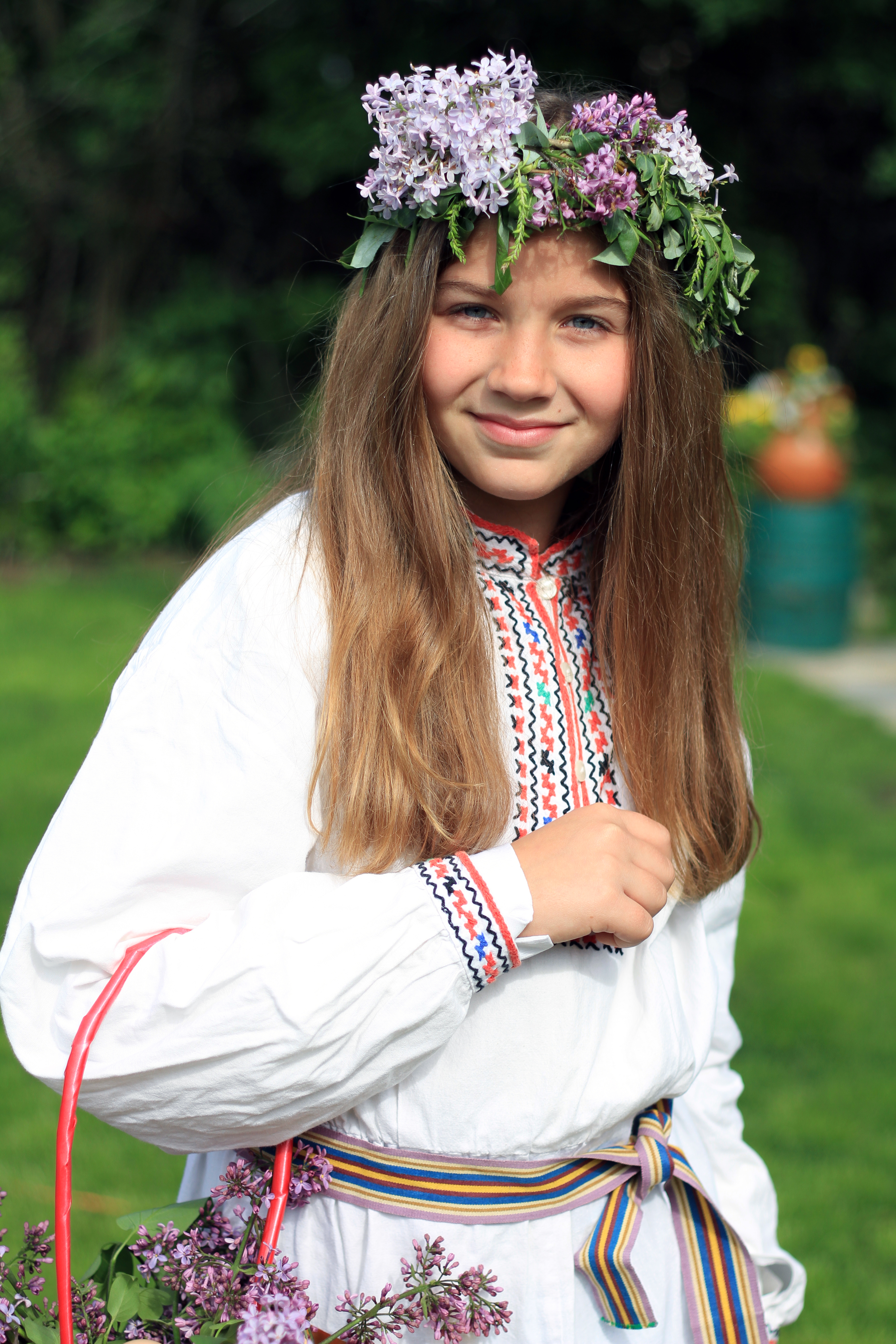
Лазарка из села Алдомировци, община Сливница, Болгария

Лазарование (болг. лазаруване, серб. лазарице, с.-в.болг. буенец, гаг. lazari) — обходной обряд, совершаемый девушками в Лазареву субботу. Исследователями трактуется как посвятительный (инициационный), призванный способствовать переходу молодых девушек (13—15 лет) из детской группы в группу молодёжи брачного возраста.

## Обряд
Считалось, что девушка, не принимавшая участия в лазарских обходах ни разу, не могла стать невестой и выйти замуж. Для обряда девушки наряжались в костюм невесты, либо частично надевали предметы одежды и украшений, одолженных у подружек, недавно вышедших замуж. После лазарских обходов девушка имела право гулять с парнями, надевать венок и китку (букетик цветов), сплетать волосы в косы и носить «косатник» — красивую ленту, вплетённую в косу. В лазарских песнях большую роль отводится любовно-брачным мотивам. В некоторых местах лазарки и буенец выбирают для посещения дома, где живут молодые, либо парни, достигшие брачного возраста. В составе группы лазериц северо-восточной Болгарии могли быть «буенец-жених» и «булка-невеста» — переодетые девушки. У косовских сербов главные действующие лица назывались Лазарем и Лазарицей, причём голова Лазарицы была покрыта белой вуалью невесты.
Одна из лазарских сербских песен:

Ој, Лазаре, Лазаре,

Наш прехрабри Јариле!

И премили Божоле!

Овде нама казују

Младе деве велике

За удају приспеле.

Белила је белила

Танке беле дарове

У Ђуримске дворове,

Те Ђурђеве Јарилске.

Сам ју Ђурђе видео,

Сам Јарило Ђуриме

И дружину викнуо:

„Ход’те, ход’те, дружина!

Ево вама дарова,

Сваком вама дарова,

А меника девојка.“

Обрни се Лазаре,

Наш премили Божоле,

Па се лепо поклони,

Да те лепше дарујем:

Лепим даром дукатом.
Существует болгарское верование, что девушку, принявшую участие в лазаревском обходе, не может похитить мифологический змей. У сербов считается, что, если девушка не принимает участие в лазарских обходах, она будет на «том свете» жабам воду носить.
Также для лазарских обходов характерна тема плодородия и урожая.
Лазарские танцы сопровождают обряд лазарования.

## У гагаузов
В  субботу  накануне  Вербного  воскресенья гагаузы    отмечали  День св. Лазаря. В этот день,  совершался  ритуальный  обход  домов. Обряд исполняли девочки в возрасте от 5 лет. Дети ходили из дома в дом, распевая лазарские  песни и  исполняя  обрядовый  танец.